# Mereni (Covasna)
Mereni [ˈmerenʲ] (veraltet Almaș; ungarisch Kézdialmás oder Almás) ist eine Gemeinde im Kreis Covasna in der Region Siebenbürgen in Rumänien.

## Geographische Lage

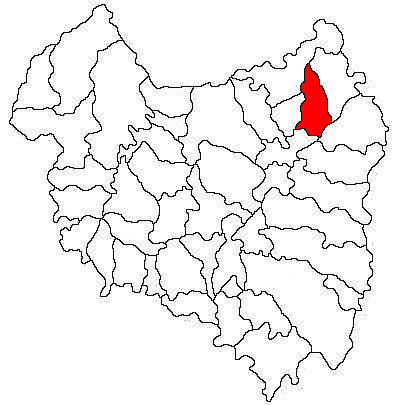
Lage der Gemeinde Mereni im Kreis Covasna

Die Gemeinde Mereni liegt nördlich der Kronstädter Senke (Depresiunea Brașovului) in den Südausläufern des Nemira-Gebirges (Munții Nemira), ein Teilgebirge der Ostkarpaten. Im sogenannten Szeklerland, im Norden des Kreises Covasna befindet sich der Ort Mereni an der Bahnstrecke Târgu Secuiesc–Brețcu und der Kreisstraße (Drum județean) DJ 114 16 Kilometer nördlich von der Kleinstadt Târgu Secuiesc (Szekler Neumarkt) und etwa 50 Kilometer nordöstlich von der Kreishauptstadt Sfântu Gheorghe (Sankt Georgen) entfernt.

## Geschichte
Der mehrheitlich von Szeklern bewohnte Ort Mereni wurde erstmals 1567 urkundlich erwähnt. Gleichzeitig wurden im Gemeindezentrum elf und im eingemeindeten Dorf Lutoasa (Thomoren) sechs Anwesen vermerkt.
Laut Angaben des Verzeichnisses historischer Denkmäler des Ministeriums für Kultur und nationales Erbe (Ministerul Culturii și Patrimoniului Național) werden am rechten Ufer des Baches Lemnia Mică (ungarisch Varpataka), auf dem Areal von den Einheimischen genannt Cetatea Ciuchian (ungarisch Csuklyán) des eingemeindeten Dorfes Lutoasa, Reste einer Burg aus der Bronzezeit der Wietenberg-Kultur zugeordnet.
1602 werden im Mereni 17 Haushalte vermerkt, von denen waren sieben Adelsfamilien, neun freie Bauern und eine Familie waren Leibeigene. Hundert Jahre später werden 58 Haushalte, davon vier Adlige, 17 Leibeigene und sechs sehr arme Bauersfamilien vermerkt. Da Mereni nahe der Österreich-Ungarischen Grenze zum Fürstentum Moldau lag, waren 1802 von den im Ort 78 registrierten Familien, die Männer von 52 Familien, beim Grenzschutz tätig.
Zu Beginn des 20. Jahrhunderts, 1904 wird die Bahnstrecke von Târgu Secuiesc nach Brețcu auf dem Gemeindegebiet fertiggestellt. Im Ersten Weltkrieg hat der Ort Mereni 36 und im Zweiten Weltkrieg 43 Tote zu beklagen. Nach der Kollektivierung der Landwirtschaft fangen die Dorfbewohner den Ort an zu verlassen und siedelten sich in der nahe gelegenen Kleinstadt Târgu Secuiesc an.
Zur Zeit des Königreichs Ungarn gehörte Poian dem Stuhlbezirk Kézdi in der Gespanschaft Háromszék (rumänisch Comitatul Trei-Scaune). Anschließend gehörte Mereni dem historischen Kreis Trei-Scaune (deutsch Drei Stühle) und ab 1950 dem heutigen Kreis Covasna an. Administrativ gehörten bis 2004 die Dörfer Mereni und Lutoasa der heutigen Gemeinde Lemnia an. Auf dem Hügel genannt Sfântul Mihail (633 m), zwischen den Dörfern Mereni und Lemnia haben beide Orte einst gemeinsam die gleichnamige Kirche errichtet. Da beide Orte auch eigene Kirchen haben, wird diese nur zu besonderen Veranstaltungen und Beerdigungen benutzt.

## Bevölkerung
Die Bevölkerung der beiden Orte der heutigen Gemeinde entwickelte sich wie folgt:
| 1850 | 1.623 | -  | 1.623 | - | -  |
| 1930 | 1.893 | 3  | 1.876 | 1 | 13 |
| 1977 | 1.715 | 7  | 1.708 | - | -  |
| 2002 | 1.410 | 9  | 1.390 | - | 11 |
| 2011 | 1.324 | 18 | 1.280 | - | 26 |
| 2021 | 1.268 | 19 | 1.217 | 2 | 30 |

Seit 1850 wurde auf dem Gebiet der heutigen Gemeinde die höchste Einwohnerzahl (2.254) und die der Magyaren (2.254) 1920 ermittelt. Die höchste Anzahl der Rumänen wurde 2011, die der Roma (21) wurde 1941 und die der Rumäniendeutschen je einer 1930 und 1992 registriert.

## Sehenswürdigkeiten
- Auf dem Hügel Sfântul Mihail die Gleichnamige römisch-katholische Kirche,[9] etwa um 1777 auf den barocken Stil umgebaut, ist umringt mit einer etwa 80 Zentimeter dicken und vier Meter hohen ovalen Wehrmauer. Im Glockenturm befinden sich drei Glocken. Auf der ältesten und auch der kleinsten, etwa 100 Kilogramm schweren Glocke stehen die Initialen des Kronstädter Glockengießers Heinrich Lampe und das Jahr „H. L. 1697“ und auf lateinisch „O Rex glorie Iesu Criste veni cum eterna pace cura me Lenhemnyense“. Die etwa 600 und 1000 Kilogramm schweren Glocken wurden 1926 von Fritz Kauntz in Hermannstadt gegossen.[5]

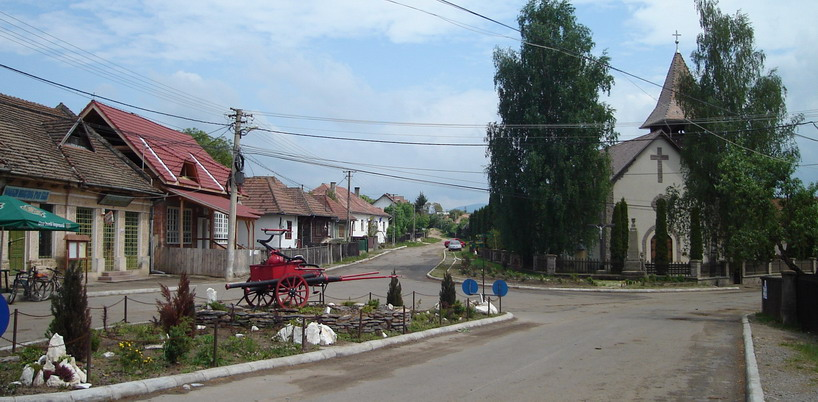
Dorfzentrum und der römisch-katholischen Kirche in Mereni
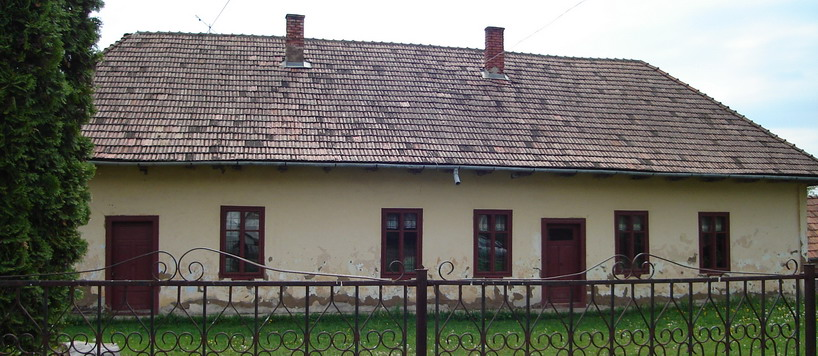
Alte Schule von Mereni (2007 abgerissen)
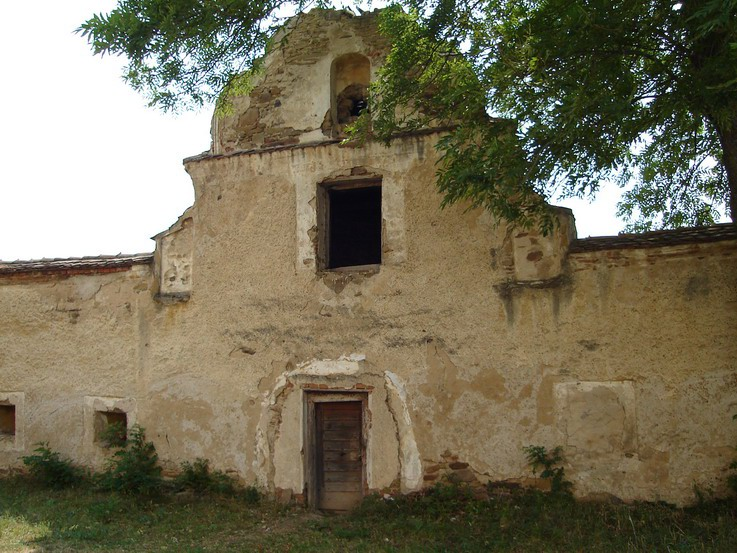
Burgmauer der katholischen Kirche auf dem Michaelsberg
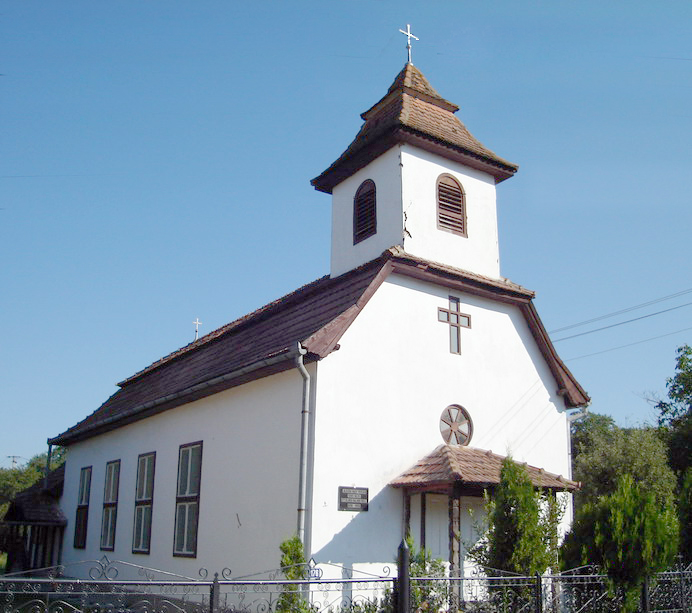
Römisch-katholische Kirche in Lutoasa
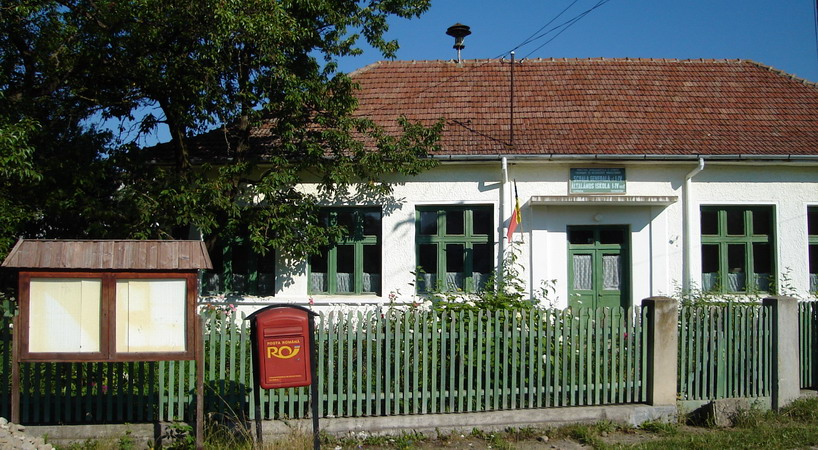
Schule in Lutoasa

## Persönlichkeiten
- Didák Kelemen (1683–1744), war Provinzgouverneur und Minoriten Priester.[10]
- Frigyes Kelemen (1924–1979), war ein ungarischer Physiker und lehrte Mechanik und Thermodynamik an der Babeș-Bolyai-Universität in Cluj auf Ungarisch.[11]

## Städtepartnerschaften
Mereni pflegt eine Partnerschaft mit den ungarischen Orten Szihalom und Püspökszilágy.